# Prank (film, 2008)
Pour les articles homonymes, voir Prank (film).
Pour plus de détails, voir Fiche technique et Distribution.
Prank est un film d'horreur américain réalisé par Danielle Harris, Ellie Cornell et Heather Langenkamp, sorti sur les écrans en 2008.

## Synopsis
Le film raconte trois courtes histoires d'horreur distinctes :
En raison de problèmes financiers, seule la partie de Danielle Harris a été réalisée.
- Jessica : lycéenne, Jessica passe le temps en s'amusant à faire des canulars téléphoniques (prank calls, en anglais). L'une de ces blagues tourne mal quand son correspondant la rappelle et inverse le jeu. Ce court-métrage est réalisé par Heather Langenkamp.
- Madison (Dana Daurey) : alors qu'elle attend impatiemment le retour de son petit ami, Madison a le pressentiment que quelque chose lui est arrivé, et que de son côté elle est observée. Court métrage réalisé par Danielle Harris.
- Cassidy : la jeune femme participe à une murder party qui vire au drame quand les joueurs réalisent que les morts ne sont pas simulées mais bien réelles. Court-métrage réalisé par Ellie Cornell.

## Fiche technique
- Date de la première en salle : 12 août 2008 aux États-Unis[2]
- Sortie en France : non sorti
- Budget : 90 000 $
- Format : 1,85 : 1
- Production : Thommy Hutson (producteur et producteur exécutif), Anthony Masi (producteur, producteur exécutif, directeur de production), Mike Nichols (coproducteur)
- Musique originale : John Corlis
- Photographie : Pete Young
- Maquillage : Darren De Santis
- Assistantes réalisatrices : Jessica Bilman et Jemiscoe Chambers
- Son : Michael Lengies
- Interdit aux moins de 12 ans

## Distribution
- Edward Bell : M. Sweeney
- Shaun Benson : Erik
- Jennifer Blanc : Emily
- J.C. Brandy : la policière
- Abby Dalton : Mme Sweeney
- Dana Daurey : Madison Palmer
- Danielle Harris : Sarah
- Kathleen Kinmont : Kat
- Coby Ryan McLaughlin : Sergent Carson
- P. J. Soles : Marianne

## Équipe et acteurs
Danielle Harris et Ellie Cornell se sont réunies après leur rencontre dans Halloween 4 pour réaliser ce film. Heather Langenkamp, qui s'est fait connaître grâce à Wes Craven dans le film Les Griffes de la Nuit, les a rejointes comme coréalisatrice. La distribution du film est composée de Edward Bell, de Shaun Benson, de Jennifer Blanc – une amie de Danielle Harris –, de l'actrice J.C. Brandy, qui a remplacé Danielle Harris dans Halloween 6 pour jouer le rôle de Jamie Lloyd, de Danielle Harris et de Kathleen Kinmont, vue dans Halloween 4 aux côtés de Ellie Cornell et Danielle Harris. Une autre actrice qui a été rendue célèbre par ses rôles dans Carrie au bal du diable et La Nuit des masques joue également dans le film : il s'agit de P. J. Soles.